# Federální úřad pro vyšetřování
Federální úřad pro vyšetřování (anglicky Federal Bureau of Investigation, zkráceně FBI) je vyšetřovací orgán amerického ministerstva spravedlnosti, který působí jako federální vyšetřovací úřad trestné činnosti, tak i jako kontrarozvědná služba. Ředitel FBI je jmenován prezidentem USA a potvrzen Senátem USA. Počátek FBI se datuje na 26. července 1908.

## Předmět činnosti
FBI vyšetřuje zločiny, které jsou buď spáchány v několika státech federace najednou, nebo které jsou zvlášť závažné. V současné době[kdy?] seznam zločinů, kterými se FBI zabývá, činí více než 250 položek.

## Motto
Mottem FBI je heslo „Fidelity, Bravery, Integrity“ (česky Věrnost, statečnost, sounáležitost).

## Výzbroj

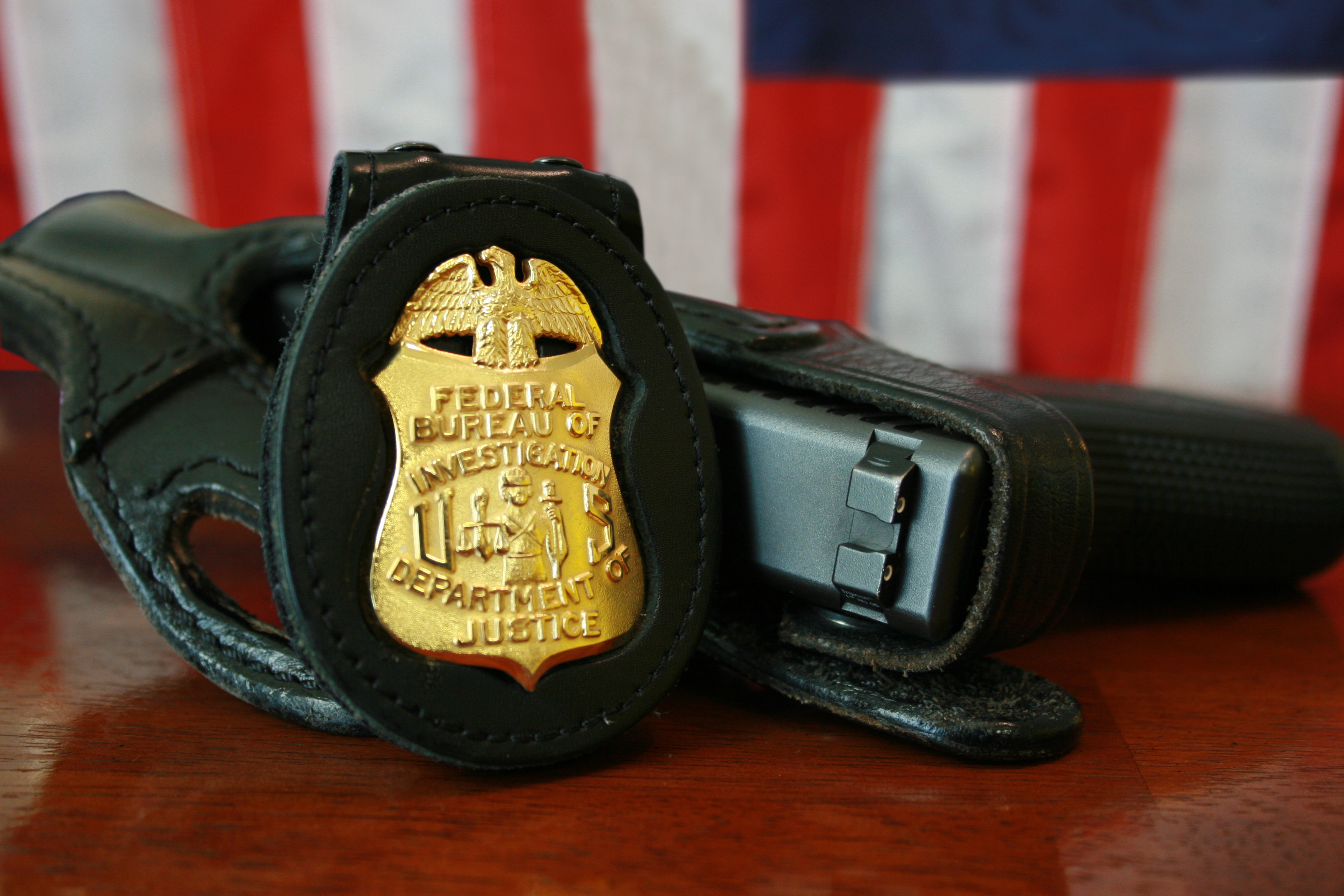
Odznak a zbraň příslušníka FBI

Federální agenti FBI používají pistole Glock 22, 23 a Sig Sauer P228 v ráži .40 S&W.

## Historie
Americký ministr spravedlnosti Charles Joseph Bonaparte (prasynovec Napoleona) v roce 1908 vyvzdoroval na senátu skupinu čtyřiatřiceti vyšetřovatelů a úředníků. Původně skromná kancelář rostla s tím, jak přibývalo kriminality, se kterou si již nemohli poradit místní ochránci práva (šerifové, policie). Prvním skutečně velkým úkolem agentů FBI bylo na základě výnosu prezidenta Theodora Roosevelta z roku 1910 stíhání tzv. „bílého otroctví“, neboli organizované prostituce.

### J. Edgar Hoover
Celonárodní povědomí a zvýšení vlivu FBI zajistil hlavně kontroverzní John Edgar Hoover, který se stal v roce 1924, ve svých devětadvaceti, ředitelem kanceláře a v této funkci vydržel až do smrti v roce 1972. Novináře, kteří mu nešli na ruku, sice nazýval šakaly, ale propagace FBI byla jeho velkým úspěchem. Pod jeho vedením však FBI často používala nezákonné metody a zastrašování. V roce 1934 federální agenti v Chicagu zastřelili známého bankovního lupiče Johna Dillingera, což bylo hodnoceno velmi kladně. Ovšem ještě v 50. letech Hoover veřejně popíral existenci mafie v USA a ignorování organizovaného zločinu pak vedlo ke spekulacím o jeho napojení na něj. John Edgar Hoover však jako antikomunista monitoroval také aktivity komunistů, organizací odmítajících vietnamskou válku či skupin bojujících za občanskou rovnoprávnost černochů. V době studené války dopadla FBI mnoho pro Sověty pracujících špiónů – např. postupně Rudolpha Abela, Johna Walkera a Roberta Hanssena či zatkla z neamerické činnosti obviňovaného Guse Halla.

### COINTELPRO
Metody ilegálního programu FBI s názvem COINTELPRO, který byl zaměřený proti hnutím za občanská práva a dalším skupinám, jež vláda v té době považovala za radikální a nebezpečné, sahaly od pomlouvačné kampaně, infiltrace, vytváření frakcí, psychologické války, obtěžování pomocí justičního systému až po mimoprávní násilí. Do programu byly zapojeny i další zpravodajské služby a řada významných novinářů. Mezi nejznámější oběti tohoto programu patří Martin Luther King Jr. nebo Albert Einstein.

### Aféra Chinagate
Po prezidentských volbách v roce 1996 vypukla ve Spojených státech aféra „Chinagate“. Bylo odhaleno, že čínská zpravodajská služba byla zapojena do posílání finančních darů volební kampani Billa Clintona. Někteří agenti FBI si stěžovali, že z vyšších míst bylo úmyslně bráněno vyšetřování a aféra nebyla řádně prošetřena. FBI neměla ani možnost vyslechnout prezidenta Clintona a jeho viceprezidenta Ala Gorea.

### FBI v 21. století
Nešťastný konec „dvojčat“ a události z 11. září 2001 ale ukázaly slabost FBI a neschopnost spolupráce s dalšími vládními agenturami. Komise vyšetřující útoky z 11. 9. 2001 došla k závěru, že jim měla FBI společně s CIA zabránit. Ani jeden z těchto úřadů své zemi podle závěrečné zprávy komise „neposloužil dobře“.

## Hlavní cíle
1. Chránit Spojené státy americké před teroristickými útoky (viz také válka proti terorismu).
2. Chránit Spojené státy americké před cizími výzvědnými službami a špiony.
3. Chránit Spojené státy americké před počítačovými zločiny a zločiny používajícími high-tech technologie (kybernetickými útoky).
4. Bojovat proti korupci ve státní správě.
5. Chránit občanská práva.
6. Bojovat proti zločinným organizacím a společnostem, a to jak místním, tak mezinárodním (organizovanému zločinu).
7. Bojovat proti závažné kriminalitě spáchané pracovníky v administrativě.
8. Bojovat proti závažným násilným zločinům.
9. Podporovat ostatní partnery ve výše uvedených záležitostech, jak na místní, státní a federální, tak i na mezinárodní úrovni.
10. Vylepšovat technologie vyšetřování za účelem úspěšnějšího plnění úkolů FBI.

[zdroj?]

## Sídlo úřadu

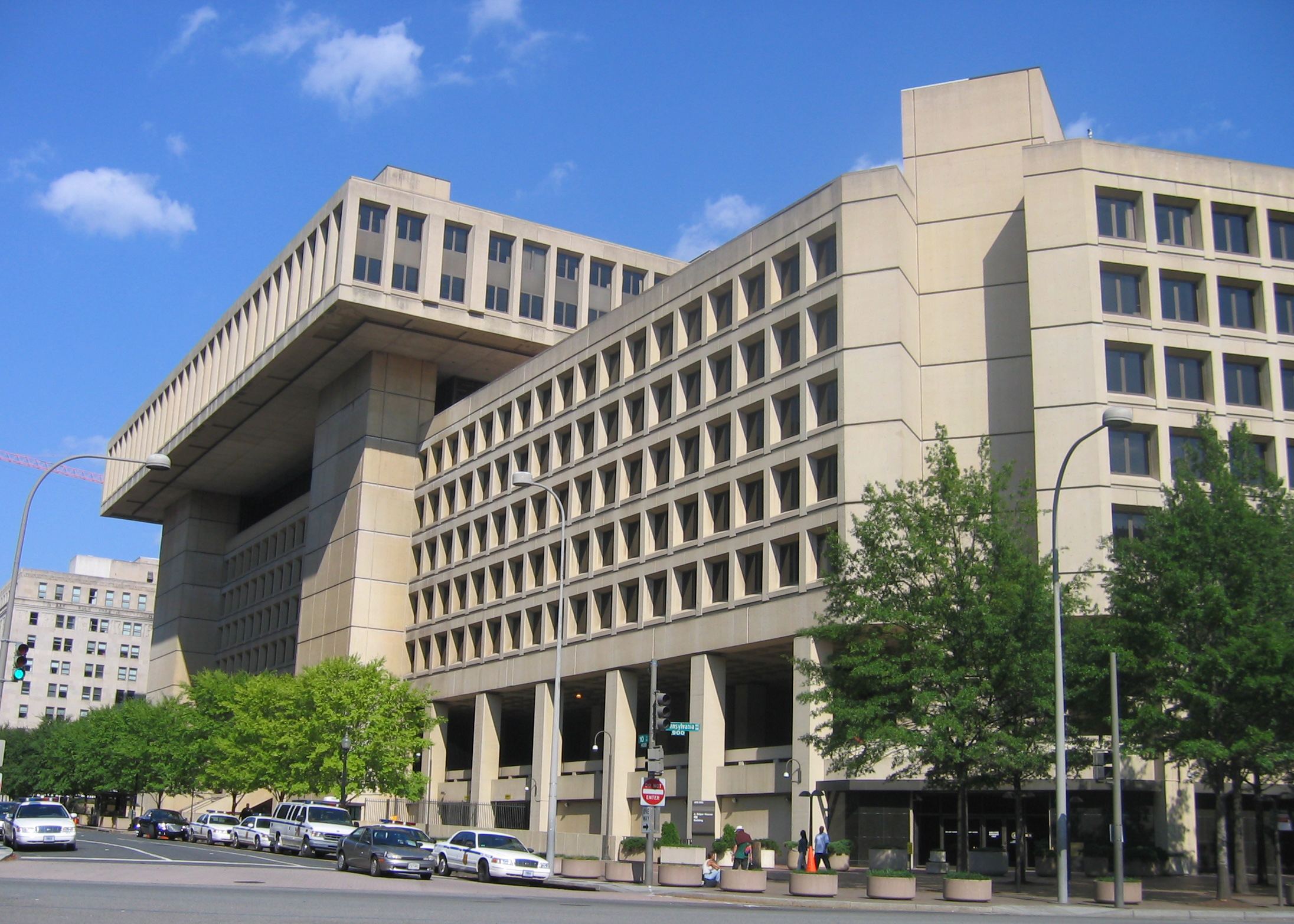
J. Edgar Hoover Building, sídlo centrály FBI

Centrála FBI se nachází v J. Edgar Hoover Building ve Washingtonu, D.C. Po celých Spojených státech je více než 400 menších poboček. Další pobočky jsou i v jiných státech, včetně Česka. Pražská pobočka oficiálně funguje od roku 2000.

## Odrazy v kultuře
O práci FBI bylo natočeno také řada hraných filmů a seriálů, zejména kriminální nebo detektivní povahy.
- FBI v sukních, americká filmová komedie o studiu žen na Akademii FBI
- Mlčení jehňátek, kriminální psychothiller o vyšetřování sériových vražd žen, hlavní roli zde hraje posluchačka Akademie FBI
- Městečko Twin Peaks, americký dramatický seriál o vyšetřování brutální vraždy populární mladé dívky a středoškolské královny, Laury Palmerové (Sheryl Lee), jejž vede speciální agent FBI Dale Cooper (Kyle MacLachlan).
- Ve službách FBI, americký kriminální a komediální televizní seriál z roku 2009
- Sue Thomas: Agentka FBI - seriál z prostředí centrály FBI ve Washingtonu (2002 - 2005)
- J.Edgar - životopisný film o zakladateli FBI (2011)